# Traité d'Akhal
Le Traité d'Akhal est une convention signée par Kadjar impériale et la Russie impériale le 21 septembre 1881. Le traité marque la reconnaissance officielle par l'Iran de l'annexion du Khwarezm par l'Empire russe.
Après que la Perse eut été considérablement affaiblie par sa défaite en 1860, et avec l'occupation grandissante de l'Égypte par la Grande-Bretagne durant les années 1873 à 1881, la Russie impériale lance une campagne pour prendre le contrôle complet sur l'Asie centrale au détriment de la domination perse. Des forces menées par les généraux Mikhaïl Skobelev, Ivan Lazarev, et Konstantin Kaufman ont mené la campagne devant une Perse incapable de réagir.
L'empereur de Perse, Nassereddine Shah (Naser al-Din Shah Qajar, 1831-1896), immobilisé, envoie son ministre des affaires étrangères, Mirza Sa'eed Khan Mo'tamen ol-Mulk rencontrer Ivan Zinoviev afin de signer un traité à Téhéran.
En vertu de ce traité, la Perse cesserait de réclamer toutes les parties du "Turkestan" et de la Transoxiane, établissant la rivière Atrak comme nouvelle frontière.
Par ce traité, Merv, Sarakhs, Achgabat (Eshgh Abad) et les zones adjacentes passent sous contrôle russe, sous le commandement du général Alexander Komarov en 1884.